# ألان بورتون (لاعب كرة قدم)
ألان بورتون (بالإنجليزية: Alan Burton)‏ (22 فبراير 1991 ببلاكبول في المملكة المتحدة - ) هو لاعب كرة قدم بريطاني في مركز الوسط. لعب مع نادي أكرينغتون ستانلي ونادي مارين ‏ وSkelmersdale United F.C. ‏.

## وصلات خارجية
- ألان بورتون على موقع قاعدة بيانات كرة القدم.إي يو (الإنجليزية)